# Oscar Törnå
Oscar Emil Törnå (Östergötland megye,  1842. (más adat szerint 1843) október 18. – Stockholm, 1894. június 3.) svéd festő.

## Élete és munkássága
14 éves korától kereskedelmi iskolába járt, majd festészeti tanulmányokat kezdett. 20 éves korában a stockholmi Királyi Szépművészeti Akadémia előkészítő iskolájában kezdett tanulni, majd egy év után bekerült az akadémiára, ahol tájképfestészetet tanult. 1870-ben királyi érmet nyert egy reggeli fényben ábrázolt északi tájképéért. 1872-től Düsseldorfban tanult. Utána Párizsba utazott, ahol 1875-78 között svéd állami ösztöndíjjal folytathatta tanulmányait. Szabadtéri képeket festett a fontainebleau-i erdőben, francia tájakon és falvakban. Ezekből a képeiből néhány megtalálható  a stockholmi Királyi Szépművészeti Akadémia gyűjteményében, illetve a Nemzeti Múzeumban.
Hazatérése után Svédországban is szabadtéri képeket festett a stockholmi szigetvilágban, Södermanland és Östergötland vidékén.

## Galéria

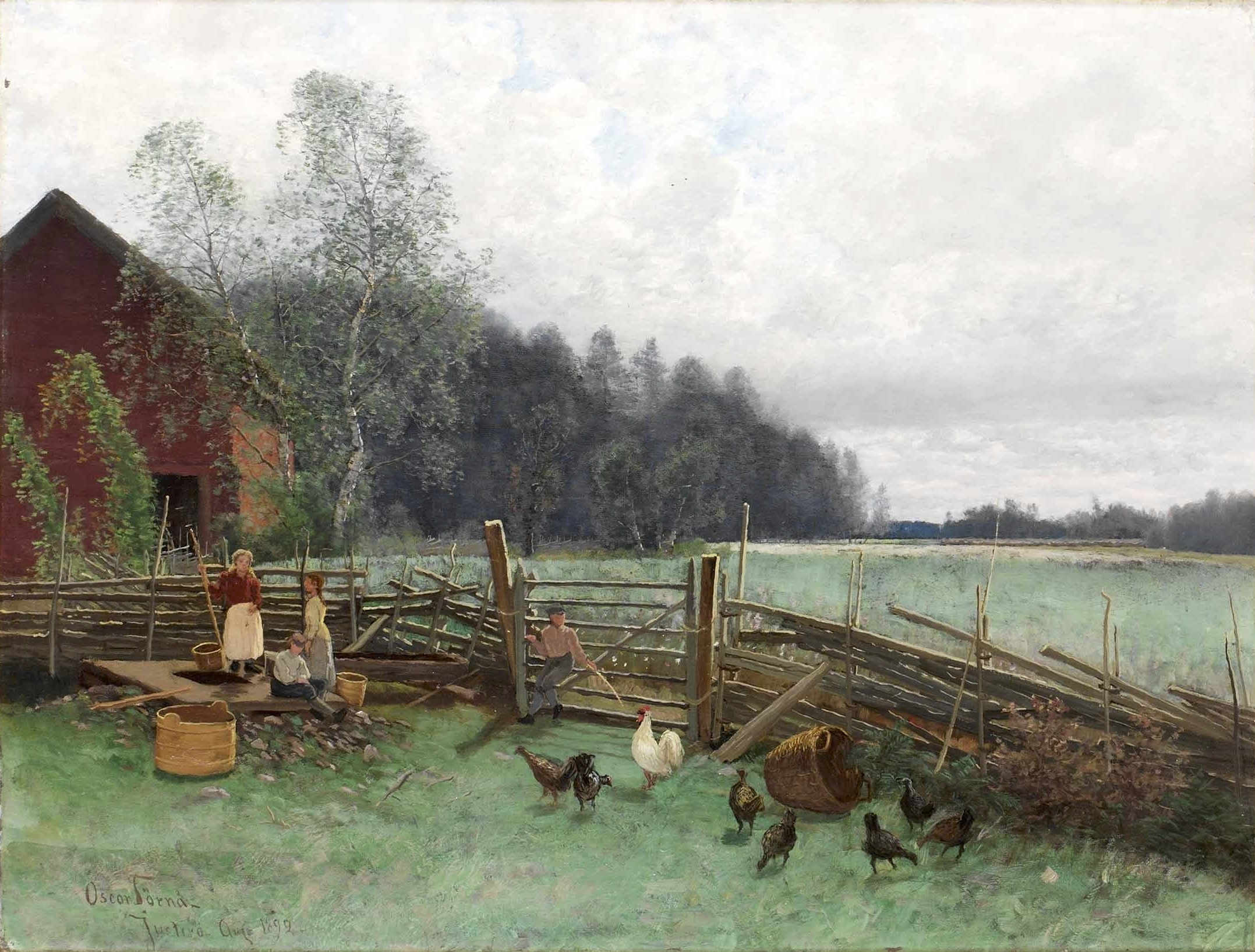
Nyári tájkép (1892)
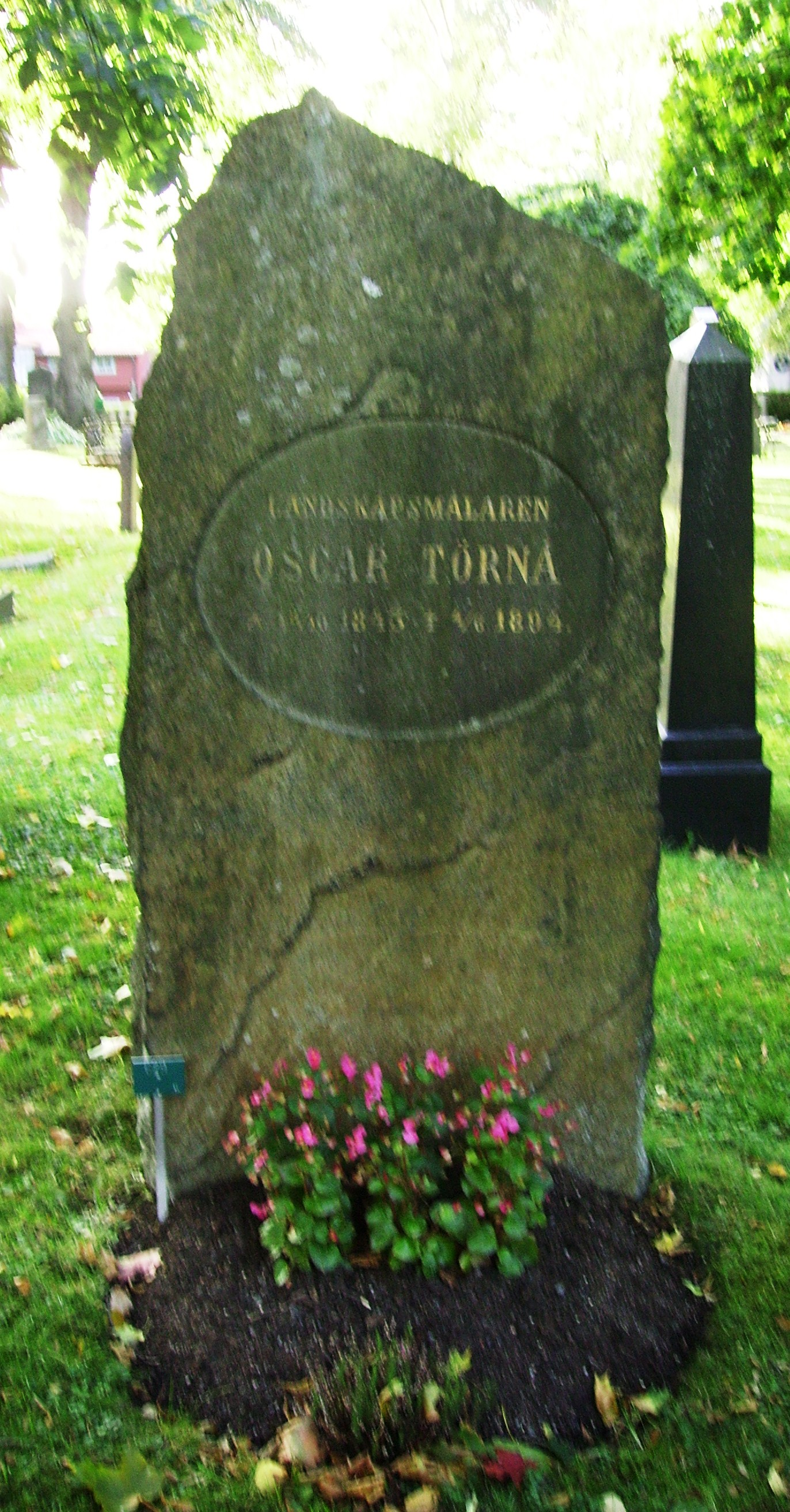
Oscar Törnå sírja a solnai temetőben
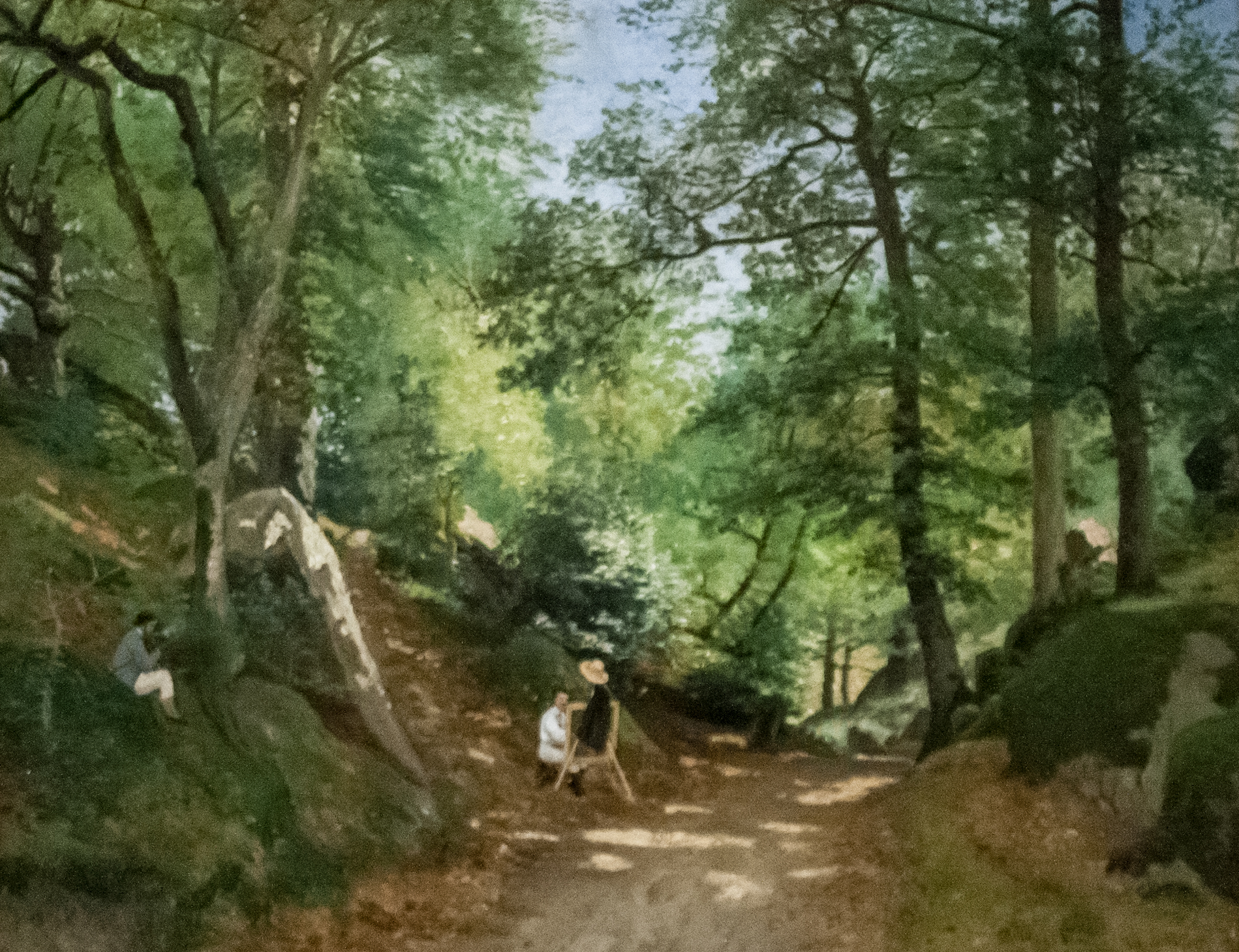
A fontainebleau-i erdő
Tájkép vízzel, fákkal

## Fordítás
- Ez a szócikk részben vagy egészben a Oscar Törnå című svéd Wikipédia-szócikk ezen változatának fordításán alapul.  Az eredeti cikk szerkesztőit annak laptörténete sorolja fel. Ez a jelzés csupán a megfogalmazás eredetét és a szerzői jogokat jelzi, nem szolgál a cikkben szereplő információk forrásmegjelöléseként.